# Андреас Ульмер
Андреас Ульмер (нім. Andreas Ulmer, * 30 грудня 1985, Лінц) — австрійський футболіст, захисник клубу «Ред Булл» та національної збірної Австрії.

## Клубна кар'єра
У дорослому футболі дебютував 2004 року виступами за команду клубу «Аустрія» (Відень), в якій провів чотири сезони, взявши участь лише у 3 матчах чемпіонату за головну команду, а більшість матчів провів за другу команду.
У 2008 році захищав кольори команди клубу «Рід».
До складу клубу «Ред Булл» приєднався 2009 року. Станом на липень 2020 встиг відіграти за команду з Зальцбурга  423 матчі в усіх турнірах.

## Виступи за збірну
У 2009 році дебютував в офіційних матчах у складі національної збірної Австрії. Станом на вересень 2020 провів у формі головної команди країни 19 матчів.

## Досягнення
- Чемпіон Австрії (13):

«Ред Булл»: 2008-09, 2009-10, 2011-12, 2013-14, 2014-15, 2015-16, 2016-17, 2017-18, 2018-19, 2019-20, 2020-21, 2021-22, 2022-23
- Володар Кубка Австрії (9):

«Ред Булл»: 2011-12, 2013-14, 2014-15, 2015-16, 2016-17, 2018-19, 2019-20, 2020-21, 2021-22